# Arturo Miranda (Wasserspringer)
Arturo Miranda (* 19. Januar 1971 in Havanna, Kuba) ist ein ehemaliger kubanisch-kanadischer Wasserspringer.

## Leben
Miranda begann bereits als Jugendlicher mit dem Schwimmsport. 1992 qualifizierte er sich als Wasserspringer für die Nationalmannschaft von Kuba für die Olympischen Sommerspiele in Barcelona, wurde jedoch aus finanziellen Gründen und wegen angeblich zu geringer Chancen auf eine Medaille von seinem Heimatstaat nicht zum Wettkampf entsandt.
1995 kam Miranda nach Toronto, wo er zunächst als Schwimmtrainer arbeitete. Er entschied sich schließlich zur Wiederaufnahme seiner sportlichen Karriere als Wasserspringer und konnte erfolgreich in die nationale kanadische Schwimmszene einsteigen. Arturo Miranda startete während seiner Laufbahn für den Pointe-Claire Diving Club in Montreal.
Miranda konnte sich im kanadischen Team für eine Teilnahme bei den Olympischen Spielen 2000 in Sydney qualifizieren.  Aufgrund eines kurzfristigen Protestes wegen Unklarheiten bezüglich seiner Staatsangehörigkeit konnte er jedoch schließlich in Australien nicht an den Start gehen.
In der Folgezeit konnte Miranda jedoch immer wieder internationale sportliche Erfolge erzielen. 2005 wurde Miranda bei den Schwimmweltmeisterschaften in seiner kanadischen Heimat Montreal Elfter im Einzel vom Drei-Meter-Brett. Im Synchronspringen vom Drei-Meter-Brett erreichte er mit seinem damaligen Partner Reuben Ross Platz 16. Bei den Commonwealth Games gewann er 2006 mit seinem Partner Alexandre Despatie die Goldmedaille im Drei-Meter-Synchronspringen.
Bei den Schwimmweltmeisterschaften in Melbourne holte er 2007 mit Despatie im Synchronspringen vom Drei-Meter-Brett die Silbermedaille. Bei den Pan American Games 2007 in Rio de Janeiro holte er mit Despatie ebenfalls im Synchronspringen vom Drei-Meter-Brette die Bronzemedaille. Im selben Jahr gewannen Miranda und Despatie beim Canada Cup die Goldmedaille vom Drei-Meter-Brett.
Sportlicher Höhepunkt der Karriere von Arturo Miranda war seine Teilnahme bei den Olympischen Spielen 2008 in Peking. Mit Despatie erreichte er dort den 5. Platz im Synchronspringen vom Drei-Meter-Brett.
Miranda ist mit einer Kanadierin, die er in Kuba kennenlernte, verheiratet und lebt in Montreal. Er ist Trainer von Alexandre Despatie und Reuben Ross.